# Verde în Islam
Verde (arabă أخضر) este considerată culoarea tradițională a Islamului.

## Semnificația și simbolismul
Cuvântul arab pentru „verdeață” este menționat de mai multe ori în Coran, care descrie starea locuitorilor din paradis. Exemplu:
„Culcat pe Perne verzi și Covoare bogate de frumusețe” (sura 55, versetul 76)
Al-Khidr („Cel Verde”) este o figură din Coran care s-a întâlnit și a călătorit cu Moise.
Domul verde, locul tradițional al mormântului lui Mahomed, a fost pictat verde la ordinul sultanului Abdul Hamid al II-lea (d. 1876-1909).